# Lokutu
 (juillet 2016).
Si vous disposez d'ouvrages ou d'articles de référence ou si vous connaissez des sites web de qualité traitant du thème abordé ici, merci de compléter l'article en donnant les références utiles à sa vérifiabilité et en les liant à la section « Notes et références ».
Lukutu, ou Lokutu (anciennement Élisabetha), est une localité de la République démocratique du Congo.

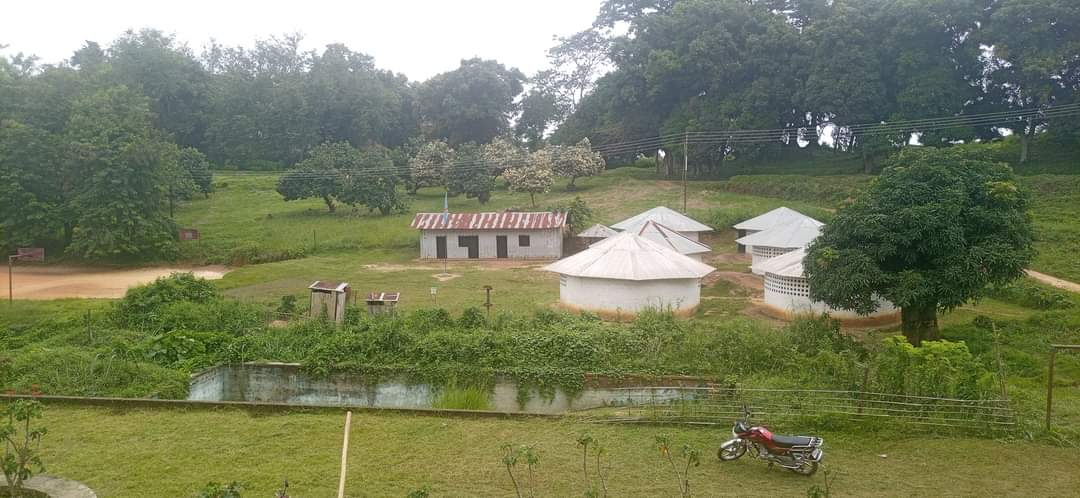
École primaire de Lokutu.

La question d'orthographe reste à trancher. Les documents officiels (cartes, panneaux, documents administratifs) reprennent l'un ou l'autre nom. La majorité semble aller dans le sens de « Lokutu ».